# Metztitlán
Esta página se refiere a una localidad. Para el municipio homónimo véase Municipio de Metztitlán
Metztitlán es una localidad mexicana, cabecera municipal del municipio de Metztitlán en el estado de Hidalgo.

## Toponimia

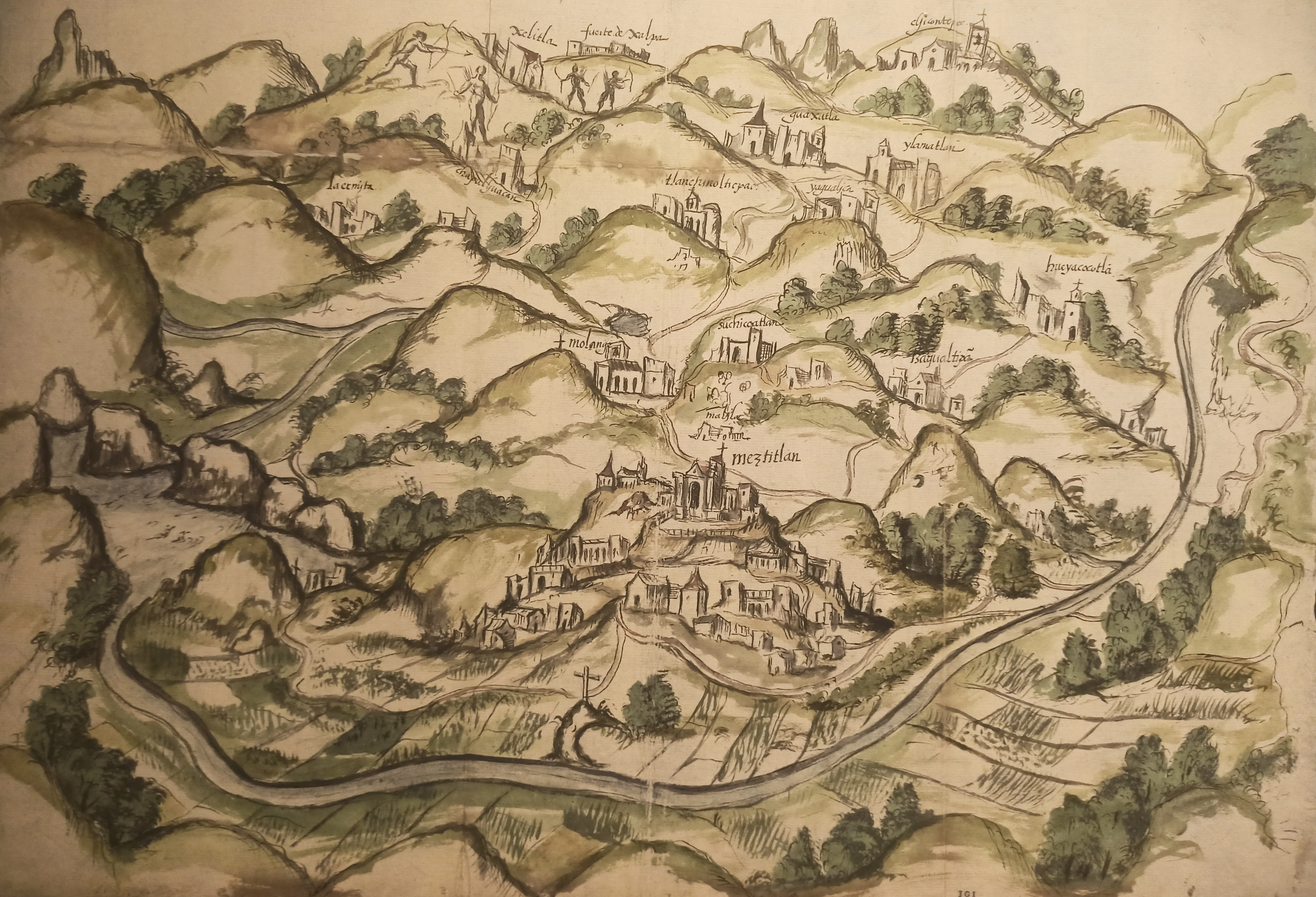
Mapa de Metztitlán - Relaciones geográficas de Indias (1579).

Del náhuatl Metztli ‘luna’ y tlan ‘lugar’ por lo que su significado sería: ‘Lugar de luna’.

## Geografía

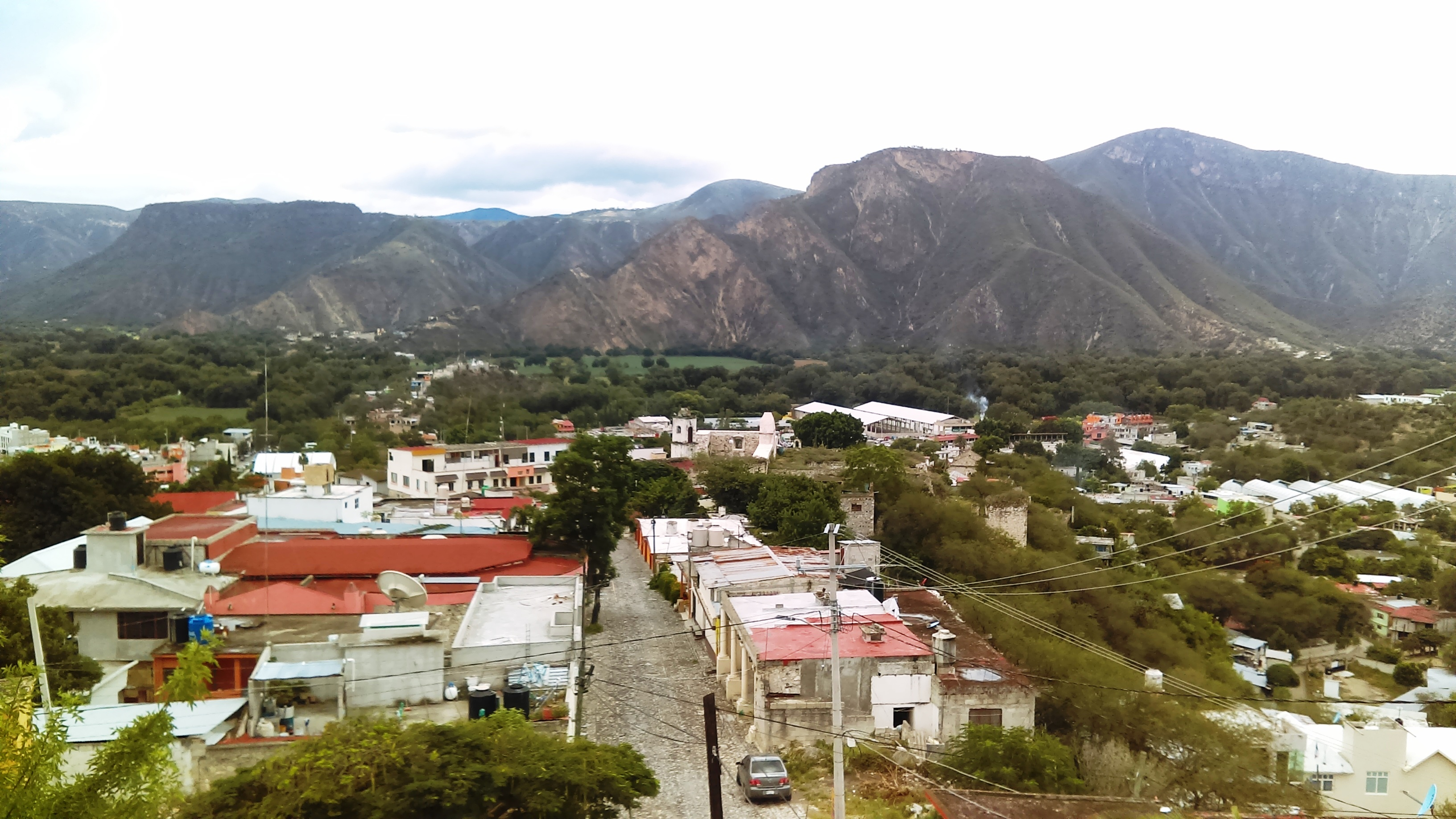
Panorámica.

Se encuentra en la Sierra Baja, le corresponden las coordenadas geográficas 20° 35’ 40.92” de latitud norte y 98° 45’ 50.92” de longitud oeste, con una altitud de 1302 m s. n. m. Cuenta con un clima seco semicálido; el cual registra una temperatura anual de 20.2 °C., y una precipitación pluvial de 437 milímetros por año. El período de lluvias es de junio a septiembre.
En cuanto a fisiografía se encuentra en la provincia de la Sierra Madre Oriental, dentro de la subprovincia del Carso Huasteco; su terreno es de sierra. En lo que respecta a la hidrografía se encuentra posicionado en la región del Pánuco, dentro de la cuenca el río Moctezuma, y en la subcuenca del río Metztitlán.
La localidad se encuentra en la Barranca de Metztitlán, decretada como Reserva de la Biósfera el 27 de noviembre de 2000.

## Demografía
En 2010 registro una población de 3125 personas, lo que corresponde al 14.45 % de la población municipal. De los cuales 1435 son hombres y 1690 son mujeres. Tiene 848 viviendas particulares habitadas.
| Gráfica de evolución demográfica de Metztitlán entre 1900 y 2010 |
|                                                                  |
| Población registrada por los censos y conteos del INEGI.         |

## Cultura

### Arquitectura

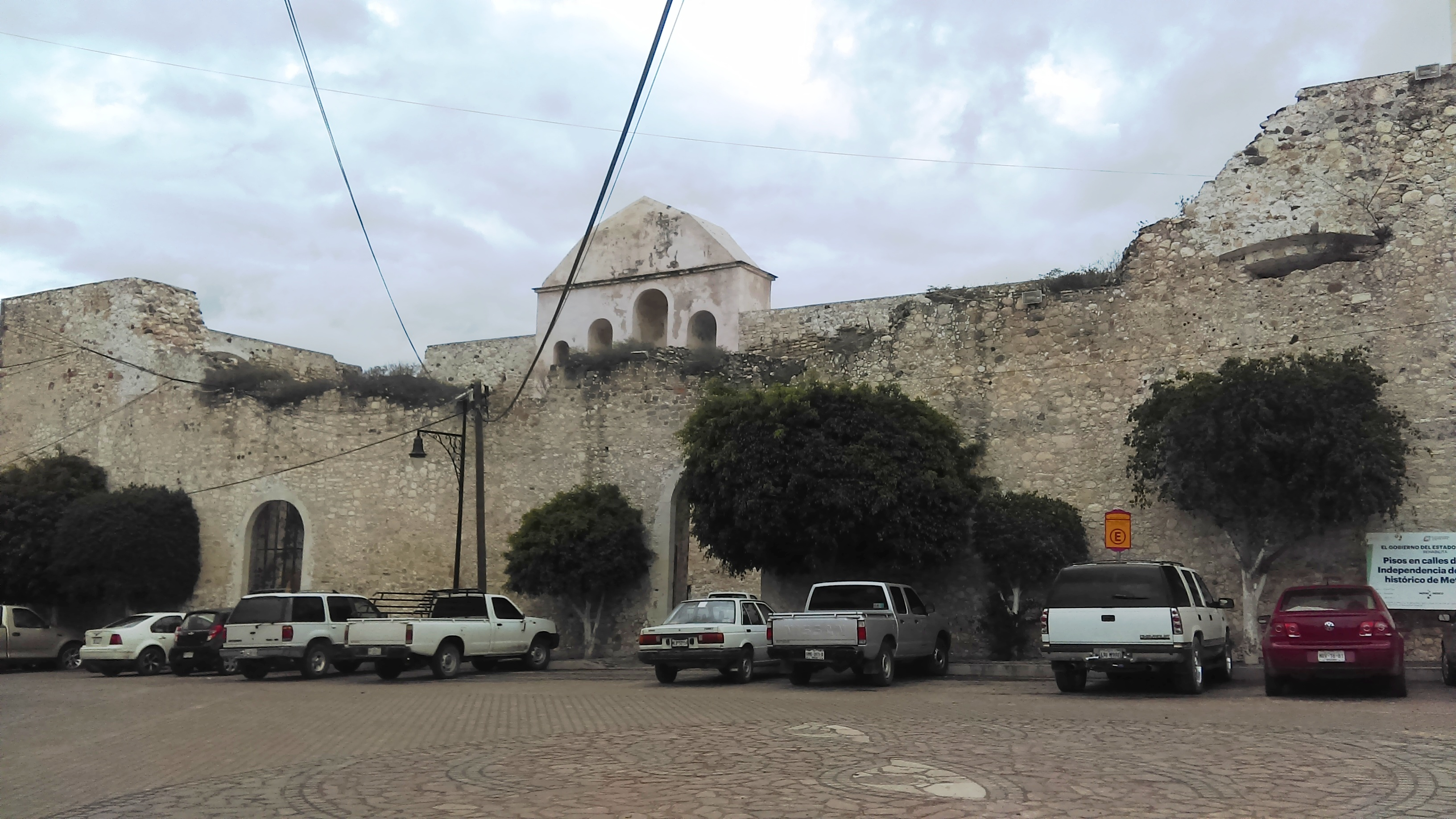
Antiguo convento La Comunidad.

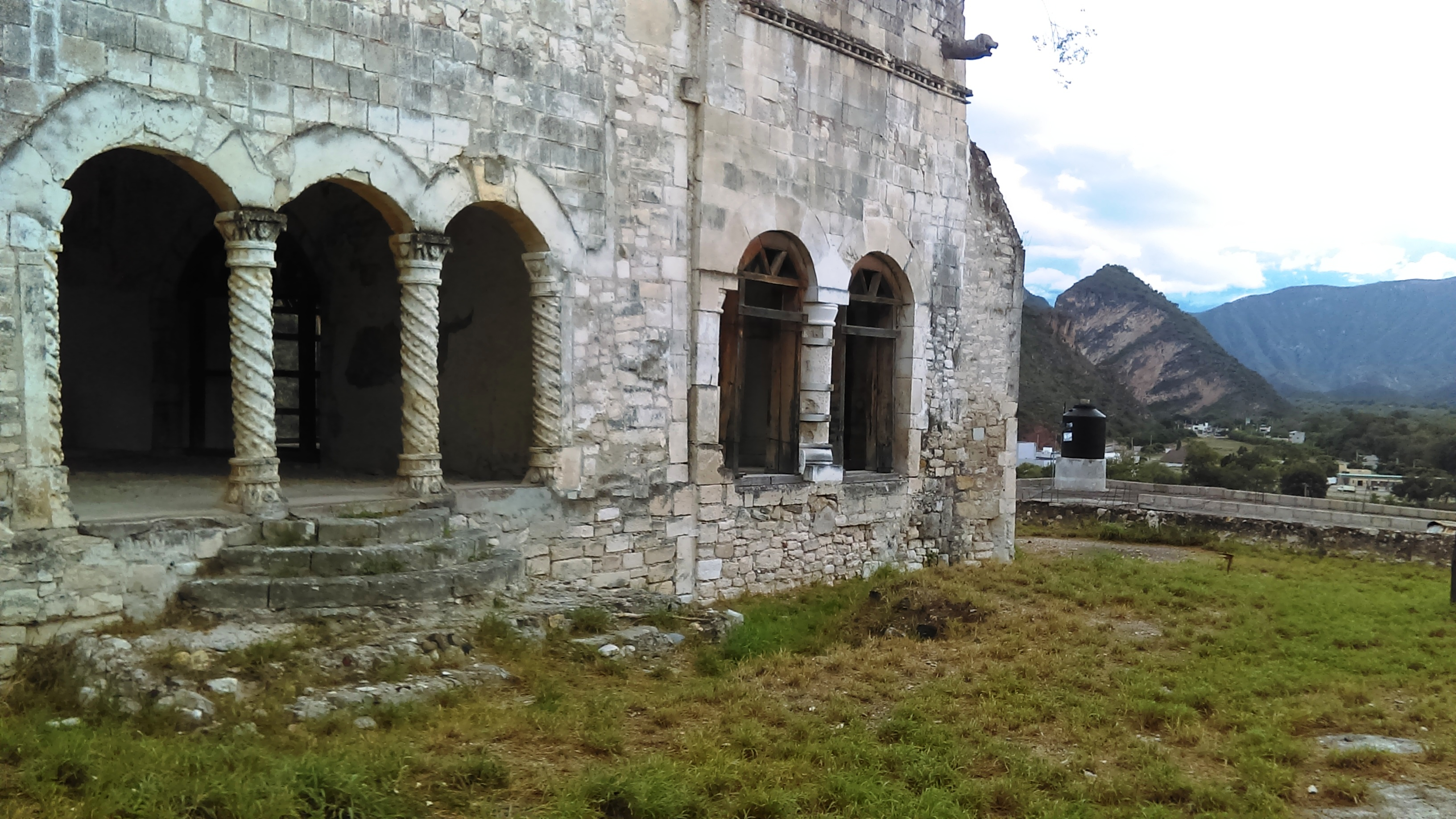
Tercena de Metztitlán.

El Antiguo convento La Comunidad es una de las primeras construcciones de la Orden Agustina del estado de Hidalgo. De acuerdo con la tradición la construcción de este convento empezó en 1537, y en 1539 debido a una inundación en la vega de Metztitlán se abandona; empezando la construcción del Convento de los Santos Reyes. Consta de tres cuerpos principales, la iglesia,el convento y la parte noreste, ocupado por oficinas municipales y una torre del reloj.
El Convento de los Santos Reyes, es considerado uno de los monumentos históricos más importantes del Estado de Hidalgo. Construido por los agustinos en el siglo XVI, en cuanto a la arquitectura tiene un estilo plateresco. Al templo se accede a través de un arco de medio punto; el interior está fuertemente adornado, con columnas, pedestales, estatuas, campanas y bóveda de cañón. El convento tiene un patio interior con corredores, los cuales tienen más arcos. Hay retablos de los Santos Reyes, de San José, de Nuestra Señora de la Soledad, de San Nicolás de Tolentino y de Jesús Nazareno. La pintura mural tiene temas como el Árbol de la Vida, una Virgen Tota pulcr y demás santos y doctores de la iglesia.
La Tercena de Metztitlán, es uno de los pocos edificios y ejemplos de arquitectura cívica del siglo XVI, que se encuentran en México. Cuenta con una combinación de elementos arquitectónicos indígenas y europeos, incluido un pórtico con columnas decoradas con celosías y motivos frutales, además de una gárgola con una cabeza de águila de diseño prehispánico. En el interior se conserva un extraordinario conjunto de murales policromados.

### Fiestas

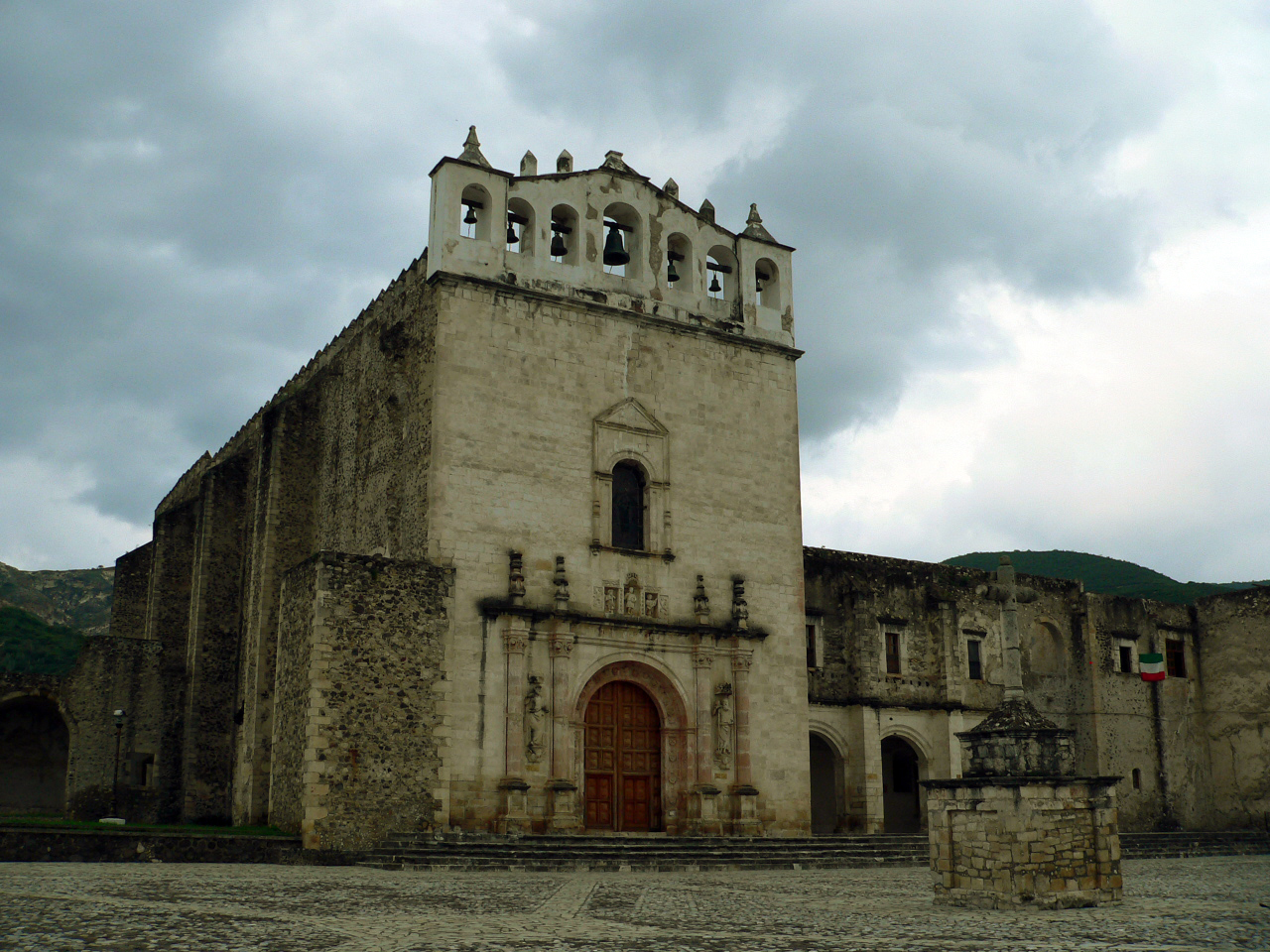
Convento de los Santos Reyes.

El 4 de julio se celebra la fiesta en honor a la Virgen del Refugio, patrona del pueblo. El convento todavía se encuentra habitado y adscrito a la Provincia Agustina de México.

## Economía
La localidad tiene un grado de marginación medio y un grado de rezago social muy bajo.